# Université Xavier (Cincinnati)
Pour les articles homonymes, voir Xavier.
L'université Xavier (en anglais : Xavier University) est une institution catholique d'enseignement supérieur dirigée par des Jésuites. Située à Cincinnati dans l'État de l'Ohio aux États-Unis et fondée en 1840 elle compte en 2013 environ 6 600 étudiants.

## Historique
En 1840, le frère jésuite belge Pierre De Meyer fait partie du groupe fondateur des jésuites qui participent à la fondation, sous sa forme jésuite, de l'Université Xavier de Cincinnati, Jean-Antoine Elet étant le premier président jésuite de l'établissement. Une école plus modeste existait en 1831, l'Athenaeum, adjacente à l'église Francis Xavier sur Sycamore Street.

## Sports
Les Musketeers de Xavier sont l'équipe sportive de l'université.